# Cladotanytarsus simantomeneus
Cladotanytarsus simantomeneus är en tvåvingeart som beskrevs av Sasa, Suzuki och Sakai 1998. Cladotanytarsus simantomeneus ingår i släktet Cladotanytarsus och familjen fjädermyggor. Inga underarter finns listade i Catalogue of Life.